# Frederik Schydt
Frederik Christian Schydt (født 27. august 1945 i Horsens, død 10. juni 2017) var direktør for Beredskabsstyrelsen, en stilling han blev udnævnt til i 1996, og som han forlod 31. august 2010.

## Karriere
Schydt blev i 1964 student fra Skt. Jørgens Gymnasium i 1964 og valgte herefter en uddannelse som jurist. Efter sin kandidateksamen fra Københavns Universitet i 1972 påbegyndte han en karriere inden for staten.
Han fik til at starte med et job i Justitsministeriet som ministersekræter. Senere blev han politifuldmægtig og fungerede så som kontorchef frem til sit jobskifte. Fra 1981 til 1987 var han desuden ministeriets repræsentant i Dansk Brandværnskomite.
I 1986 blev han udnævnt som direktør i Direktoratet for Udlændinge, hvor han blev en del af Tamilsagen og skulle udføre justitsminister Erik Ninn-Hansens beslutning om stop for familiesammenføringer. I den efterfølgende undersøgelse af sagsforløbet, blev der dog ikke rejst nogen tjenstlige sanktioner mod ham.
Efter Tamilsagen fortsatte Schydt i 1993 sin karriere som afdelingschef i Indenrigsministeriet, hvor han blev i tre år. I denne forbindelse blev han desuden medlem af Rednings- og Værnepligtsrådet.
I 1996 blev han udnævnt som direktør for Beredskabsstyrelsen. Frem til 2004 var han desuden medlem af repræsentantskabet for Dansk Brandteknisk Institut.
2. februar 2011 blev Schydt Kommandør af 1. grad af Dannebrog. Han bar også Beredskabs-Forbundets hæderstegn og Det litauiske Indenrigsministeriums fortjenstkors (Artimui Pagalbon).